# Sint-Joriskerk (Mariehamn)
De Sint-Joriskerk (Zweeds: Sankt Görans kyrka) is de grootste kerk van Mariehamn, de hoofdstad van de Finse autonome regio Åland.
De kerk is de enige moederkerk in Åland die niet uit de middeleeuwen dateert. Afwijkend is ook dat hij niet, zoals traditioneel, oost-westwaarts is georiënteerd met de toren aan de westkant, maar noord-zuidwaarts.
De Sint-Joriskerk is ontworpen door de bekende Finse architect Lars Sonck en in 1927 gebouwd door aannemer Fritjof Lindholm. De basis van het gebouw is opgetrokken uit graniet; de bovenbouw uit rode baksteen. Het steile, 15 meter hoge zadeldak is bekleed met koper. Om de kerk heen ligt een stenen muur.
Het interieur van de kerk werd ontworpen door de Finse kunstenaar Bruno Tuukkanen.
Op 11 december 1927 werd de kerk ingewijd door de bisschop van het Bisdom Borgå: Max von Bonsdorff.
Ten noorden van de kerk is in 1930 een vrijstaand parochiehuis gebouwd, dat geïntegreerd is met de muur die om de kerk heen loopt en aan de noordzijde ook een kleine binnentuin omvat.
In 1959 werd de kerk vergroot: aan de noordzijde werd de huidige sacristie aangebouwd.
Het orgel dateert van 1969 en werd in 1982 gerenoveerd.
Een van de drie kerkklokken in de kerktoren is zo'n 100 jaar ouder dan de kerk zelf: hij is afkomstig van de Russisch-orthodoxe kerk van het fort Bomarsund. Na de vernietiging van dat fort bij de slag om Bomarsund in 1854 werd de klok als oorlogsbuit naar de Tower of London gebracht, vanwaar hij in de jaren twintig weer werd verkocht aan de bevolking van Åland.

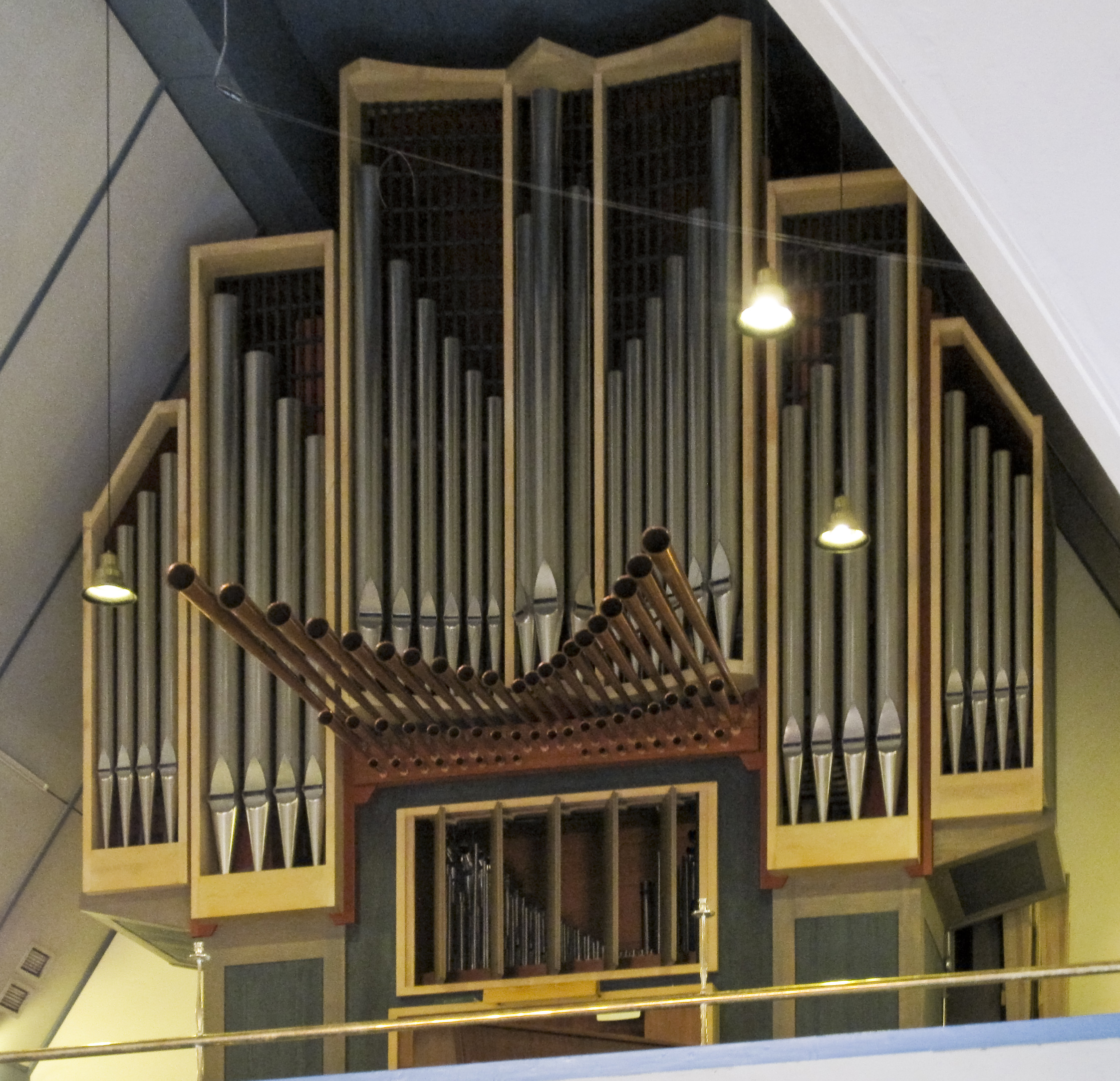
Kerkorgel

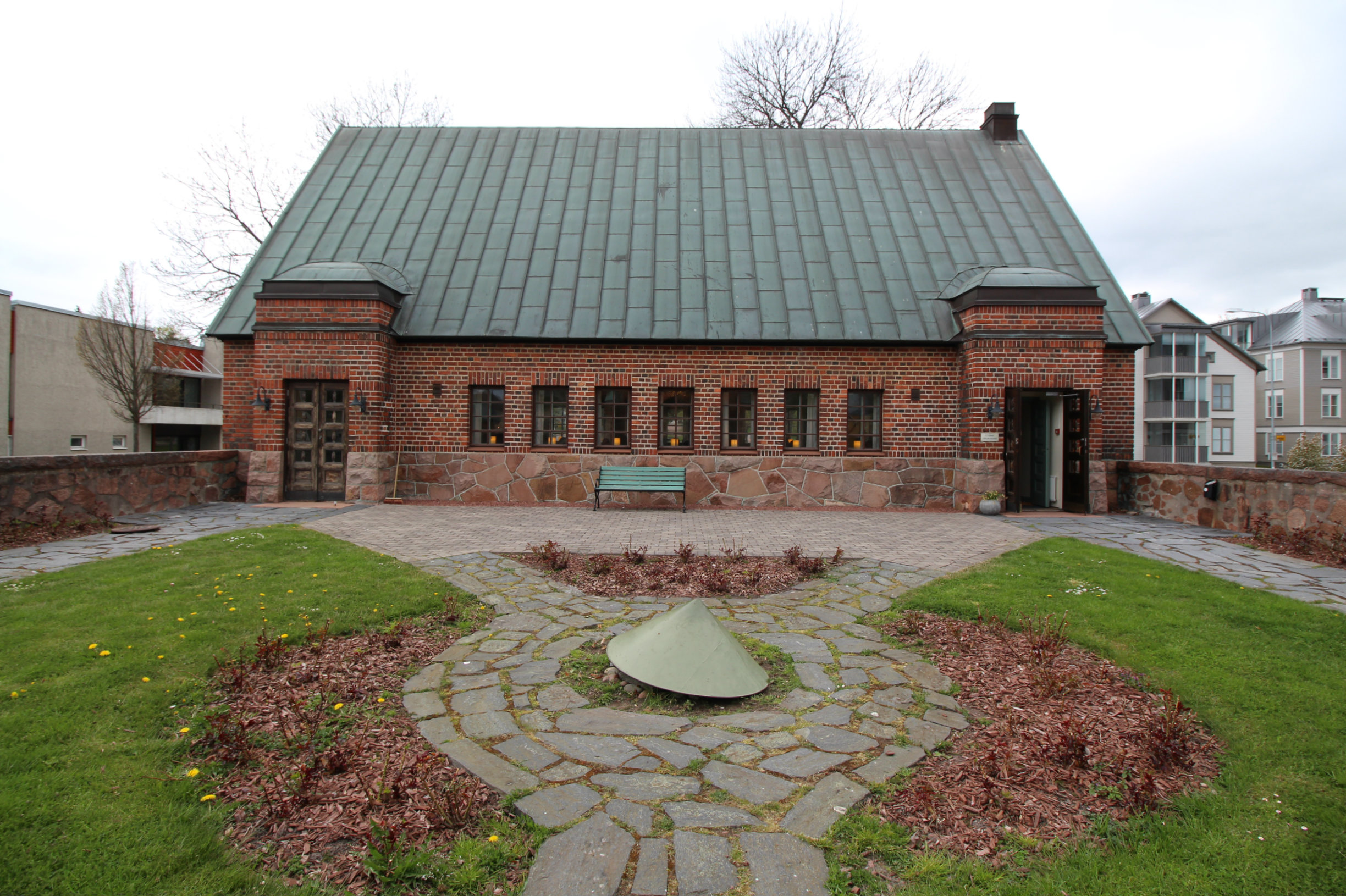
Het parochiehuis, direct achter (ten noorden van) de kerk.

- Virtual International Authority File: 309906383